# Bułgaria na Letnich Igrzyskach Olimpijskich 1972
Bułgarię na Letnich Igrzyskach Olimpijskich 1972 reprezentowało 130 zawodników.

## Zdobyte medale
| Medal  | Zawodnik                    | Dyscyplina           | Konkurencja                     |
| ------ | --------------------------- | -------------------- | ------------------------------- |
| Złoto  | Norair Nurikjan             | Podnoszenie ciężarów | 56 – 60 kg                      |
| Złoto  | Jordan Bikow                | Podnoszenie ciężarów | 67,5 – 75 kg                    |
| Złoto  | Andon Nikołow               | Podnoszenie ciężarów | 82,5 – 90 kg                    |
| Złoto  | Petyr Kirow                 | Zapasy               | -52 kg w stylu klasycznym       |
| Złoto  | Georgi Myrkow               | Zapasy               | -62 kg w stylu klasycznym       |
| Złoto  | Georgi Kostadinow           | Boks                 | waga musza (-51 kg)             |
| Srebro | Mładen Kuczew               | Podnoszenie ciężarów | 67,5 – 75 kg                    |
| Srebro | Atanas Szopow               | Podnoszenie ciężarów | 82,5 – 90 kg                    |
| Srebro | Aleksandyr Krajczew         | Podnoszenie ciężarów | 90 – 100 kg                     |
| Srebro | Stojan Apostołow            | Zapasy               | -68 kg w stylu klasycznym       |
| Srebro | Aleksandyr Tomow            | Zapasy               | +100 kg w stylu klasycznym      |
| Srebro | Ognjan Nikołow              | Zapasy               | -48 kg w stylu wolnym           |
| Srebro | Osman Duralijew             | Zapasy               | +100 kg w stylu wolnym          |
| Srebro | Angeł Angełow               | Boks                 | waga lekkopółśrednia (-63,5 kg) |
| Srebro | Jordanka Błagoewa           | Lekkoatletyka        | skok wzwyż                      |
| Srebro | Diana Jorgowa               | Lekkoatletyka        | skok w dal                      |
| Brąz   | Stefan Angełow              | Zapasy               | -48 kg w stylu klasycznym       |
| Brąz   | Iwan Krystew                | Zapasy               | -62 kg w stylu wolnym           |
| Brąz   | Iwanka Christowa            | Lekkoatletyka        | pchnięcie kulą                  |
| Brąz   | Wasiłka Stoewa              | Lekkoatletyka        | rzut dyskiem                    |
| Brąz   | Fedia Damianow Iwan Burczin | Kajakarstwo          | C-2 1000 m                      |